# Seiko SA
El Seiko Sports Association fue un equipo de fútbol de Hong Kong que jugó en la Primera División de Hong Kong, la liga de fútbol más importante del país.

## Historia
Fue fundado en el año 1970 siendo uno de los más famosos y exitosos equipos de Hong Kong. Su dueño era la Corporación Seiko, fabricante de relojes. Ganó 40 títulos en total, entre los que destacan los 9 títulos de liga y 20 torneos de copa Nacional.
Participó en su único torneo continental en la Copa de Clubes de Asia del año 1986, donde superó la Fase Clasificatoria, pero se retiró del torneo por causa del reglamento que se utilizó durante la Segunda ronda en Arabia Saudita.
El equipo se disolvió en el año 1986.

## Palmarés
- First Division League: 9

1972–73, 1974–75, 1978–79, 1979–80, 1980–81, 1981–82, 1982–83, 1983–84, 1984–85
- - Subcampeonatos: 3

1973–74, 1975–76, 1976–77
- Hong Kong Senior Challenge Shield: 8

1972–73, 1973–74, 1975–76, 1976–77, 1978–79, 1979–80, 1980–81, 1984–85
- - Finalista: 2

1978-79, 1982–83
- FA Cup: 6

1974–75, 1975–76, 1977–78, 1979–80, 1980–81, 1985–86
- - Finalista: 1

1978–79
- Copa Viceroy: 6

1972–73, 1977–78, 1978–79, 1983–84, 1984–85, 1985–86
- - Finalista: 2

1975–76, 1976–77

## Participación en competiciones de la AFC
- Copa de Clubes de Asia: 1 aparición

1986 - abandonó en la Fase de grupos

## Jugadores

### Jugadores destacados
| - Wu Kwok Hung (1972–86) - Au Wing Hung (1972–83) - Ho Sun Wah (1972–78) - Chan Hung Ping (1972–76) - Fok Pak Ning (1972–75) - Chan Cheung Keung (1972–74) - Chan Chiu Kei (1973–75) - Cheung Chi Wai (1974–80) - Chris Hunter (1986) - Lo Hung Hoi (1979–81) - Chee Yit Bo (1982–85) - Tim Bredbury (1982–84) - Wan Chi Keung (1983–84, 85-86) - David Mitchell (1984–85) - Clive Haywood (1979–80) - Dave Jones (1980–81, 82-83) - Steve Whitton (1980) - Peter Bodak (1982–85) - Tony Morley (1985–86) - Ronnie Goodlass (1982-1983) - Lam Fung Kei (1973–81) - Koo Luem Khen (1976–77,78-82) - Kim Jae Han (1975–77) - Kang Ki Wook (1975–77) - Byun Ho-Young (1975–81) | - Chris Dekker (1980–81) - Joop Wildbret (1981–85) - Theo de Jong (1981–84) - Cees Storm (1981–1982) - Gerrie Mühren (1981–83) - Dick Nanninga (1982–83) - Jan Verheijen (1982–1983) - Arie Haan (1983–84) - Karel Bonsink (1983–84) - René van de Kerkhof (1984–85) - Jim Hagan (1980–81) - Jackie Trainer 1970s (1972–80) - Jim Begbie (1974–76) - Walter Gerrard (1970s) - Ian McWilliam (1978–81) - Hugh McCrory (1976–82) - Billy Semple (1978–81) - Andy Kennedy (1984–85) - Gordon McQueen (1985–86) - John Paskin (1985-1986) - Benny Wendt (1983–84) - Peter O'Sullivan (1983) |

## Entrenadores destacados
- Chan Fai Hung (1970–85)
- George Knobel (1981, 1983)